# Neoseiulella perforata
Neoseiulella perforata är en spindeldjursart som först beskrevs av Athias-Henriot 1960.  Neoseiulella perforata ingår i släktet Neoseiulella och familjen Phytoseiidae. Inga underarter finns listade i Catalogue of Life.